# Viareggio Beach Soccer 2023
Questa voce raccoglie le informazioni riguardanti del Viareggio Beach Soccer nelle competizioni ufficiali della stagione 2023.

## Stagione
Dopo 7 anni, il Viareggio conquista il suo secondo scudetto senior, battendo in finale il Catania Beach Soccer per 9-2, disputatasi proprio a Viareggio (sesta finale giocata). Durante il campionato si era classificato al secondo posto dietro al Napoli.
Doppia impresa per la Under-20: vince per il terzo anno consecutivo il campionato (battendo Lamezia 2-1) e assicurandosi anche la prima Coppa Italia (battendo Cagliari 4-1).

## Maglie e sponsor
Lo sponsor principale per la stagione 2023 è Farmaè.
Lo sponsor tecnico per la stagione 2023 è Luanvi Italia.
| 1ª divisa | 2ª divisa |

## Organigramma societario
- Presidente: Massimo Moretti
- Vicepresidente: Stefano Sani
- Direttore generale: Stefano Cinquini
- Direttore tecnico: Stefano Santini
- Segretaria:
- Addetto stampa: Gabriele Noli

## Organico

### Giocatori SENIOR
| N° | Naz.                  | Ruolo    | Sportivo           |  |  |  |
| -- | --------------------- | -------- | ------------------ |  |  |  |
| 1  | Italia (bandiera)     | Portiere | ANDREA CARPITA     |  |  |  |
| 2  | Italia (bandiera)     | Esterno  | MATTEO GHILARDUCCI |  |  |  |
| 4  | Italia (bandiera)     | Esterno  | LUCA BERTACCA      |  |  |  |
| 5  | Italia (bandiera)     | Esterno  | CARMINE SAETTA     |  |  |  |
| 6  | Italia (bandiera)     | Portiere | FABIO PUGLIESE     |  |  |  |
| 7  | Italia (bandiera)     | Esterno  | GIANMARCO GENOVALI |  |  |  |
| 8  | Giappone (bandiera)   | Esterno  | OZU MOREIRA        |  |  |  |
| 9  | Brasile (bandiera)    | Esterno  | ALISSON MACIEL     |  |  |  |
| 10 | Brasile (bandiera)    | Esterno  | ZÉ LUCAS           |  |  |  |
| 11 | Italia (bandiera)     | Esterno  | ALESSANDRO REMEDI  |  |  |  |
| 12 | Italia (bandiera)     | Portiere | GIANNI SANTINI     |  |  |  |
| 13 | Italia (bandiera)     | Esterno  | GIACOMO PETRACCI   |  |  |  |
| 17 | Portogallo (bandiera) | Esterno  | LÉO MARTINS        |  |  |  |
| 20 | Italia (bandiera)     | Esterno  | TOMMASO FAZZINI    |  |  |  |
| 22 | Italia (bandiera)     | Portiere | GABRIELE D'ONOFRIO |  |  |  |

### Staff tecnico
- 1º Allenatore:  Francesco Corosiniti
- 2º Allenatore: n.a.
- Fisioterapista:  Eugenio Muzzi

### Giocatori UNDER-20
| N° | Naz.              | Ruolo    | Sportivo           |  |  |  |
| -- | ----------------- | -------- | ------------------ |  |  |  |
| 1  | Italia (bandiera) | Portiere | Niccolò Bastillo   |  |  |  |
| 17 | Italia (bandiera) | Esterno  | Tommaso Belluomini |  |  |  |
| 10 | Italia (bandiera) | Esterno  | Matteo Cosci       |  |  |  |
|    | Italia (bandiera) | Esterno  | William Diridoni   |  |  |  |
| 28 | Italia (bandiera) | Esterno  | Luigi Fantinato    |  |  |  |
| 9  | Italia (bandiera) | Esterno  | Samuele Lombardi   |  |  |  |
| 12 | Italia (bandiera) | Portiere | Alessandro Morbini |  |  |  |
| 22 | Italia (bandiera) | Portiere | Matteo Moretti     |  |  |  |
|    | Italia (bandiera) | Esterno  | Daniel Nelli       |  |  |  |
| 11 | Italia (bandiera) | Esterno  | Niccolò Papi       |  |  |  |
| 27 | Italia (bandiera) | Esterno  | Lorenzo Rombi      |  |  |  |
| 19 | Italia (bandiera) | Esterno  | Tommaso Remedi     |  |  |  |
| 14 | Italia (bandiera) | Esterno  | Matteo Santini     |  |  |  |
|    | Italia (bandiera) | Esterno  | Gabriele Sapienza  |  |  |  |
| 3  | Italia (bandiera) | Esterno  | Gian Marco Tomei   |  |  |  |

### Staff tecnico
- 1º Allenatore:  Daniele Cinquini
- 2º Allenatore:  Michele Gemignani

## Palmares Personali
- Luca Bertacca, Miglior giocatore Serie A 2023.
- Lorenzo Rombi, Miglior giocatore Under-20 2023.
- Matteo Santini, Capocannoniere Under-20 2023.

## Finale Scudetto

### Tabellino
| Arbitro: | Innaurato, Fagnano, Romani (Lanciano, Termoli, Modena) |

| |            | |
| Ze Lucas 2pt’, 8st’ Carpita 10pt’, 9st’ Bertacca 7st’ Leo Martins 2tt’ Petracci 3tt’ Remedi 9tt’ Fazzini 11tt’ | Marcatori  | 4pt’ Giordani 7st’ Catarino                                                                                                  |
| Carpita Ghilarducci Bertacca Pugliese Genovali Ozu Ze Lucas Remedi Santini Petracci Leo Martins Fazzini        | Formazioni | Rafael Padilha Sanfilippo Catarino Rafael Farinha De Nisi Palazzolo Zurlo Be Martins Percia Montani Fred Barbagallo Giordani |
| Corosiniti | Allenatori | Fabricio Santos |